# Erhvervshus Sjælland
Erhvervshus Sjælland vejleder virksomheder og vækstiværksættere i region Sjælland. Erhvervshuset er en del af de seks erhvervshuse placeret i hver af regionerne, som blev startet som Væksthusene i maj 2007, skiftet til Erhvervshusene i 2019, for at skabe vækst i virksomheder rundt omkring i Danmark. 
Erhvervshus Sjællands modtager ligesom de andre erhvervshuse primært støtte fra både staten og de involverede kommuner og tilbyder derfor vejledning gratis. Indholdet af vejledningsforløb er forskelligt fra virksomhed til virksomhed. Fokus skal altid være at skabe eller konsolidere vækst og udvikling. 

## Ekstern henvisning
- Den samlede offentlige hjemmeside om virksomhedsvækst - Virksomhedsguiden Arkiveret 2. september 2019 hos  Wayback Machine
- Erhvervshus Sjællands hjemmeside Arkiveret 30. august 2019 hos  Wayback Machine